# Quercus rehderi
Quercus rehderi är en bokväxtart som beskrevs av William Trelease. Quercus rehderi ingår i släktet ekar, och familjen bokväxter. Inga underarter finns listade i Catalogue of Life.